# Jesse Watters
Jesse Bailey Watters (Philadelphia, Pennsylvania, 1978. július 9. —) konzervatív politikai kommentátor és televíziós műsorvezető a Fox News kábeltelevíziós hálózaton. Médiapályafutása elején gyakran szerepelt a The O'Reilly Factor című politikai talkshow-ban Bill O’Reilly kommentátor/moderátorral, és közismert volt utcai interjúiról, amelyek a "Watters' World" című műsorban is szerepeltek, amely 2015-ben önálló műsorrá vált. 2017 januárjában a Watters' World heti műsorrá vált, és 2017 áprilisában a The Five című kerekasztal-sorozat társműsorvezetője lett. Watters 2022 januárjában lett saját műsorának, a Jesse Watters Primetime-nak a házigazdája a Fox News csatornán.
Watters első könyve, How I Saved the World, a HarperCollins kiadásában jelent meg. Második könyve, a Get It Together: Troubling Tales from the Liberal Fringe, 2024 márciusában jelent meg a Broadside Books kiadásában.

## Korai élete és oktatása
Watters Philadelphiában, Pennsylvaniában nőtt fel több különböző környéken, majd rövid ideig a középiskolai éveit Long Island, New Yorkban töltötte. Stephen Hapgood Watters tanár és Anne Purvis gyermekpszichológus fia, aki Morton Bailey Jr., a Better Homes and Gardens magazin kiadójának lánya. Anyai dédapja szintén Morton Bailey volt, a régóta ismert The Saturday Evening Post magazin kiadója; anyai dédapja Morton S. Bailey (1855–1922) ügyvéd, politikus, állami szenátor és kerületi bíró Coloradóban, később a Colorado Legfelsőbb Bíróságának bíróhelyetteseként szolgált az állam fővárosában, Denverben.
Watters apai nagyapja, Franklin Benjamin Watters, kardiológus volt a Newington, Connecticutben található Veteránügyi Hivatal Kórházban, valamint professzor a Connecticuti Egyetem Orvosi Fogorvosi Karán. Watters emellett Harper Watters balett-táncos unokatestvére, valamint David H. Watters (született 1950-ben) unokaöccse, aki régóta jelenlegi New Hampshire-i államszenátor, és demokrata, és a New Hampshire-i kétkamarás Törvényszék (állami törvényhozás) felsőházában szolgál a New Hampshire-i Állami Házban, az állam fővárosában, Concordban. Apai ágon ír felmenőkkel is rendelkezik. Watters anyja dédapjáról, Jesse Andrew Burnettről kapta a nevét, aki Topeka, Kansasban található Kansas Legfelsőbb Bíróságának elnökhelyettese volt.
Watters Philadelphia felső északnyugati részén, a Germantown negyedben nőtt fel, majd később a város alsó északnyugati részén, az East Falls negyedbe költözött. A középiskola harmadik évében a William Penn Charter Schoolba járt, mielőtt Pennsylvaniából családjával ismét északkeletre, New York állam Long Islandjére költözött. 2001-ben a connecticuti Hartford állam fővárosában, a Trinity College-ban szerzett történelem szakos bölcsészdiplomát.

## Külső hivatkozások
- Jesse Watters az Internet Movie Database oldalon (angolul)
- Megjelenése a C-SPAN weboldalán

## Fordítás
- Ez a szócikk részben vagy egészben  a   Jesse Watters című angol Wikipédia-szócikk ezen változatának fordításán alapul.  Az eredeti cikk szerkesztőit annak laptörténete sorolja fel. Ez a jelzés csupán a megfogalmazás eredetét és a szerzői jogokat jelzi, nem szolgál a cikkben szereplő információk forrásmegjelöléseként.